# Via dei Trois Mont Blanc
La via dei Trois Mont Blanc è una delle quattro vie normali di salita al Monte Bianco.
Prende il nome dal fatto che per raggiungere la vetta del monte Bianco occorre passare per il Mont Blanc du Tacul e per il Monte Maudit (detto anche Mont Blanc de Maudit). Viene anche chiamata via del Col du Midi perché ha come passaggio obbligato il Col du Midi (3.532 m). La via nel suo insieme è classificata con grado di difficoltà PD+.

## Prima ascensione
La prima ascensione di questa via fu compiuta il 13 agosto 1863 da R.W. Head con le guide Julien Grange, Adolphe Orset e Jean-Marie Perrod, dal col du Midi, per la Spalla del Tacul e il col du Mont Maudit, fino alla vetta del Monte Bianco.

## Descrizione

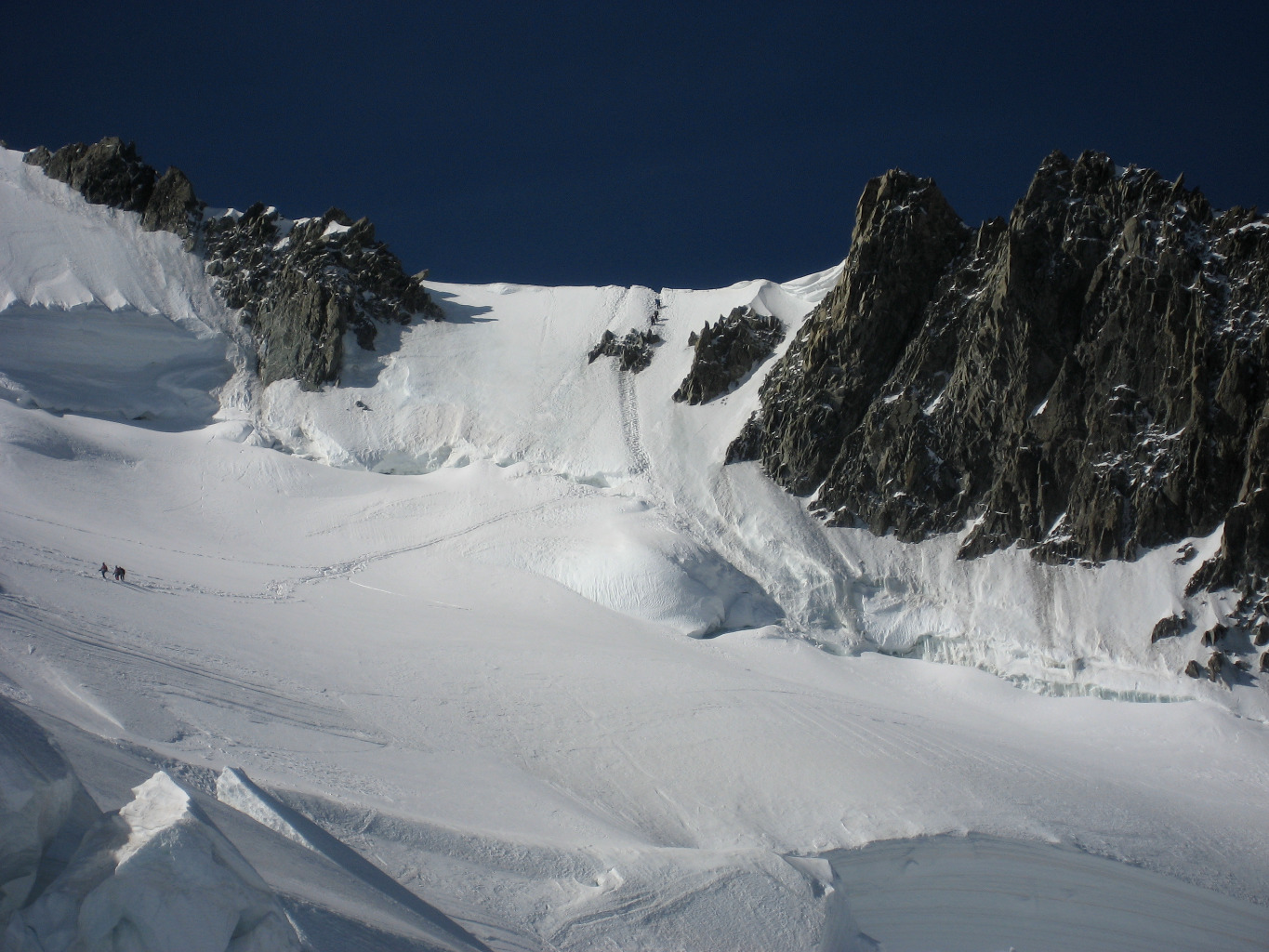
Il superamento del col du Mont Maudit costituisce il tratto più ripido della salita

La Via parte dal Rifugio des Cosmiques (3.613 m). Dal rifugio si scende al Col du Midi (3.532 m), colle che separa l'Aiguille du Midi dal Mont Blanc du Tacul.
Dal colle si sale il versante nord del Mont Blanc du Tacul (4.248 m). La salita diventa presto molto pendente (fino a 45 gradi) e complicata dalla presenza di molti crepacci. Normalmente si evita di salire sulla vetta del Mont Blanc du Tacul aggirandola ad ovest e passando per la Spalla del Tacul. Superato il Tacul si arriva al Col Maudit (4.035 m), colle che separa il Mont Blanc du Tacul dal Monte Maudit.
Di qui si attacca la salita del Monte Maudit (4.465 m) evitandone la vetta e passando per il col du Mont Maudit (4.345 m), a destra della vetta. Questa salita diventa particolarmente delicata ed impegnativa nei pressi del colle dove si affronta il ripido pendio (fino a 50° gradi) che porta ad uscire sulla spalla ovest della vetta.
Da questo colle in leggera discesa si raggiunge il Colle della Brenva (4.309 m). Dal colle della Brenva inizia l'attacco finale alla cresta nord-est del monte Bianco.

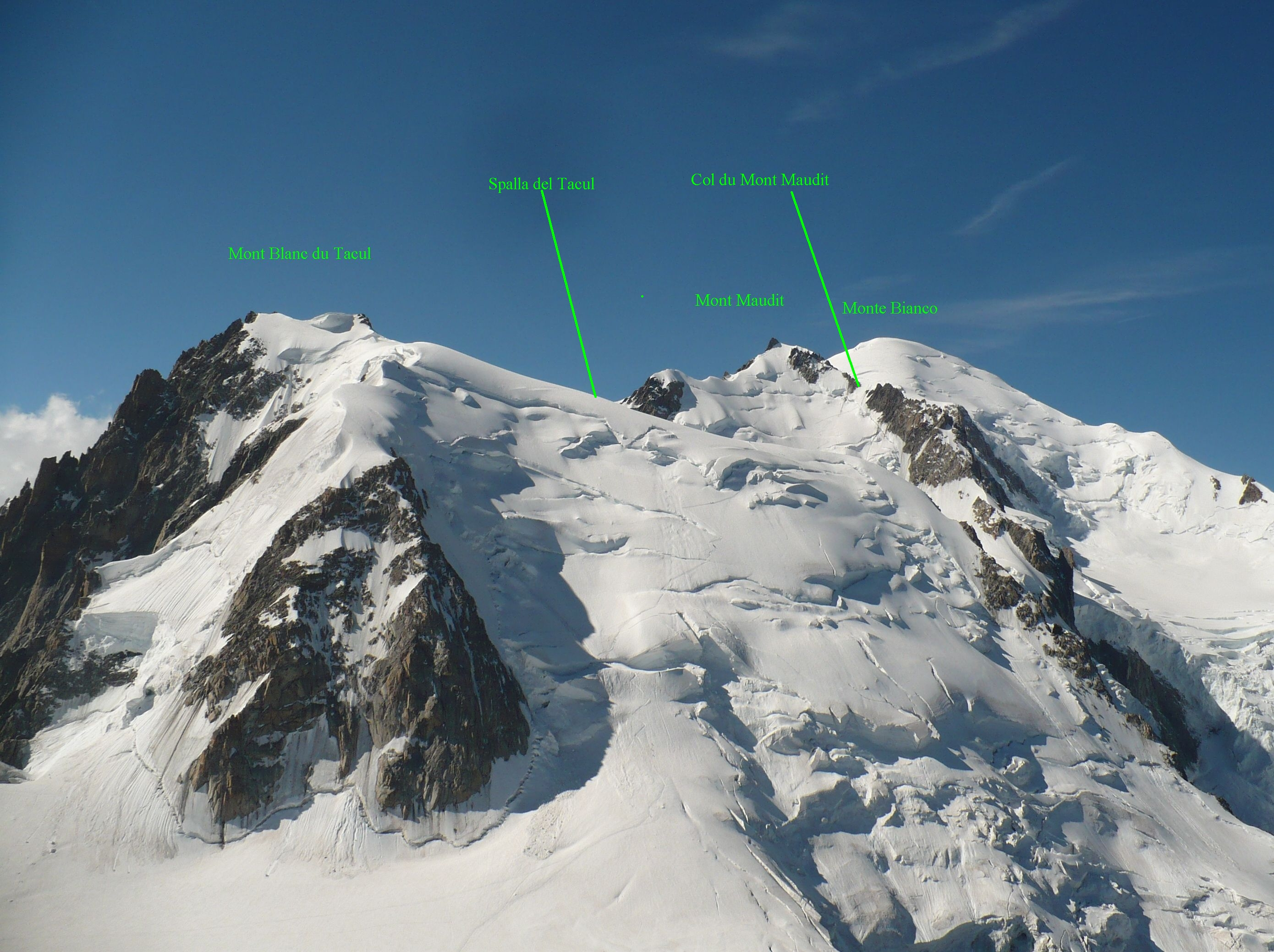
Visione della via di salita dall'Aiguille du Midi con indicati i passaggi più significativi.

### Caratteristiche dell'ascensione
Questa via non presenta elevate difficoltà alpinistiche e, tra le vie di ascesa alla vetta del Monte Bianco è una delle più frequentate; nonostante ciò, il fatto che essa attraversi lunghi tratti crepacciati rende necessaria la progressione in cordata caratteristica di qualsiasi ascensione su ghiacciaio.
Inoltre i grossi seracchi lungo la salita alla Spalla del Mont Blanc du Tacul e i pendii ripidi prima del Col du Mont Maudit, che in condizioni di abbondante innevamento possono essere pericolosi, fanno considerare questa via particolarmente insidiosa, soprattutto ad inizio stagione.
Ulteriore attenzione viene normalmente posta nella discesa dal Col du Mont Maudit dove per sicurezza alcune cordate scelgono di effettuare una calata in corda doppia.

## Galleria d'immagini

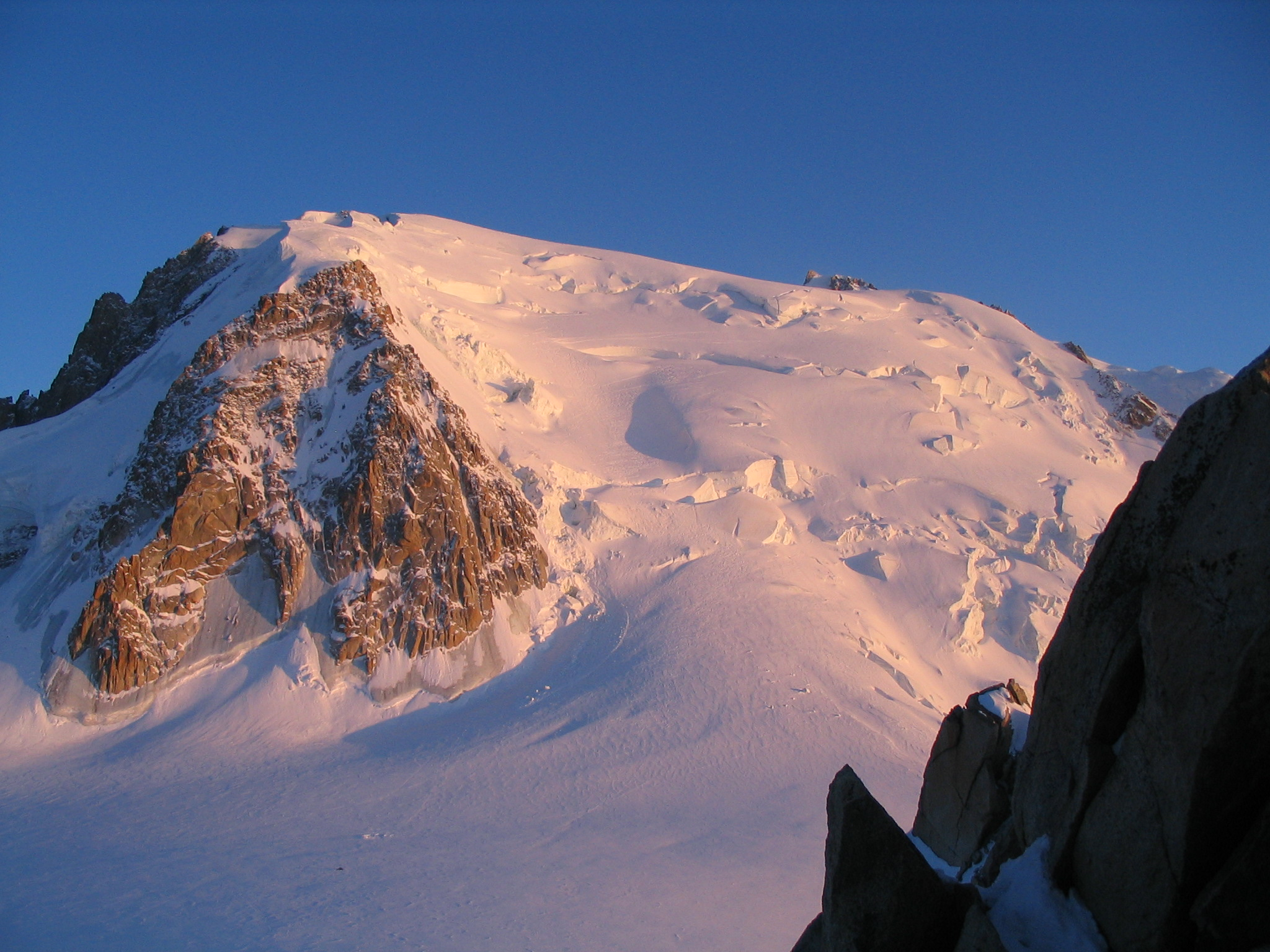
Versante nord del Mont Blanc du Tacul visto dal Rifugio des Cosmiques.
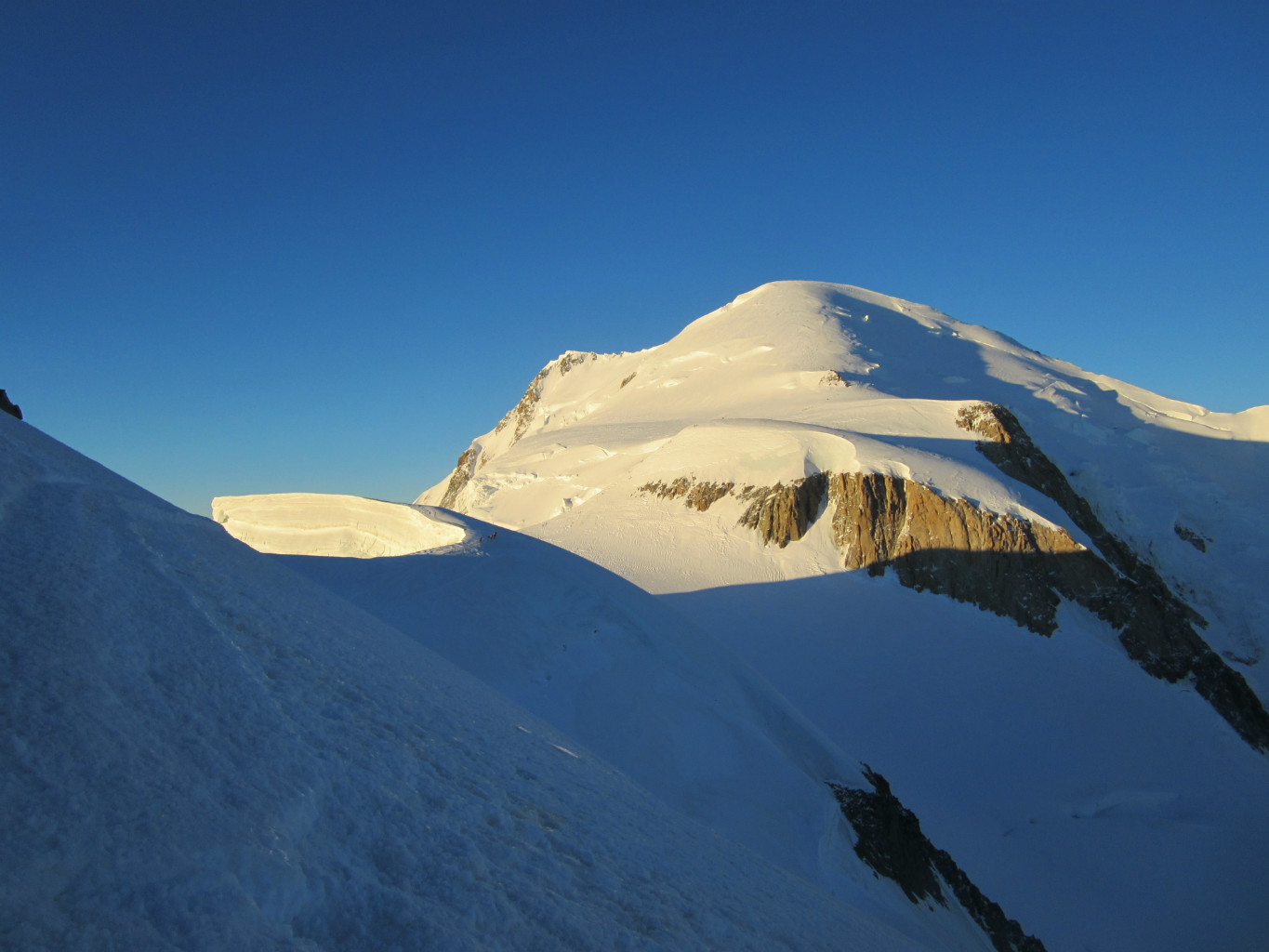
Il Monte Bianco visto dopo il superamento del col du Mont Maudit: in primo piano il colle della Brenva seguito dalla cresta nord-est del Monte Bianco.